# 吉爾吉斯經濟
吉爾吉斯的經濟以市場為導向，以貿易、輕工業、礦業和農業為主。自1991年獨立以來，吉爾吉斯一直比其他中亞國家保持著更開放和自由的政策，對私人企業的限制較少。儘管吉爾吉斯位於內陸，屬於中低收入國家，但該國擁有豐富的自然資源，在水力發電、物流和旅遊業方面潛力巨大。
採礦業，尤其是金礦開採，在吉爾吉斯經濟中扮演核心角色。國營的庫姆托爾金礦是該地區最大的金礦之一。除黃金外，吉爾吉斯還擁有豐富的現代科技必需的關鍵原材料，其中包括豐富的銻儲量——這是電子和國防工業的關鍵礦物。
受到與中國經濟聯繫不斷加深的推動，吉爾吉斯的服務業，尤其是貿易和運輸業穩步擴張。2022年俄羅斯遭受制裁後，多條區域供應路線改道經吉爾吉斯，為其經濟提供了巨大推動力。2022年、2023年及2024年，吉爾吉斯的GDP年增率均達到9%。這些發展凸顯了吉爾吉斯在中亞地區日益增長的戰略重要性，以及其在區域貿易和基礎設施網絡中日益凸顯的作用。吉爾吉斯政府已啟動多個重大基礎設施項目，特別是卡姆巴爾阿塔1號水力發電廠和中吉烏鐵路（一帶一路倡議的重要組成部分），這兩個項目都將改變吉爾吉斯的經濟格局。
吉爾吉斯的長期成長得益於有利的人口結構：過去十年，人口年均成長2%，到2025年將達到730萬。有限的國內就業機會持續推動勞動力遷移，主要流向俄羅斯。正面的一面是，該國經濟對匯款的依賴——目前約佔GDP的14.6%——已從33%的高峰大幅下降，顯示其內部經濟韌性正在增強。

## 農業
農業仍然是吉爾吉斯經濟的重要組成部分，吸納了該國大量勞動力，2022年、2023年和2024年分別佔GDP的12.4%、11.0%和8.6%。主要農產品包括羊毛、牛奶、棉花、煙草和水果。
自給農業在21世紀初開始發展。在經歷了1990年代初的急劇下降之後，到21世紀初，農業產量已接近獨立前的水平。低窪地區的糧食生產和在高地牧場放牧的牲畜構成了農業勞動力的最大份額。農民正在轉向糧食種植，而不再種植棉花和煙草。其他重要產品包括乳製品、家禽、乾草、動物飼料、馬鈴薯、蔬菜和甜菜。
2024年吉爾吉斯主要農作物產量：
- 小麥：75萬噸
- 大麥：65萬噸
- 玉米：77萬噸
- 大米：5萬噸
- 馬鈴薯：120萬噸
- 甜菜：87萬噸
- 水果和漿果：42.6萬噸
- 蔬菜：150萬噸